# Piazza Duomo (Biella)
Piazza Duomo è la piazza centrale della città di Biella, in Piemonte.
Vi sono situati il duomo e palazzo Oropa, sede del comune.
Nell’ultimo decennio la piazza è stata trasformata totalmente e resa zona pedonale.

## Descrizione

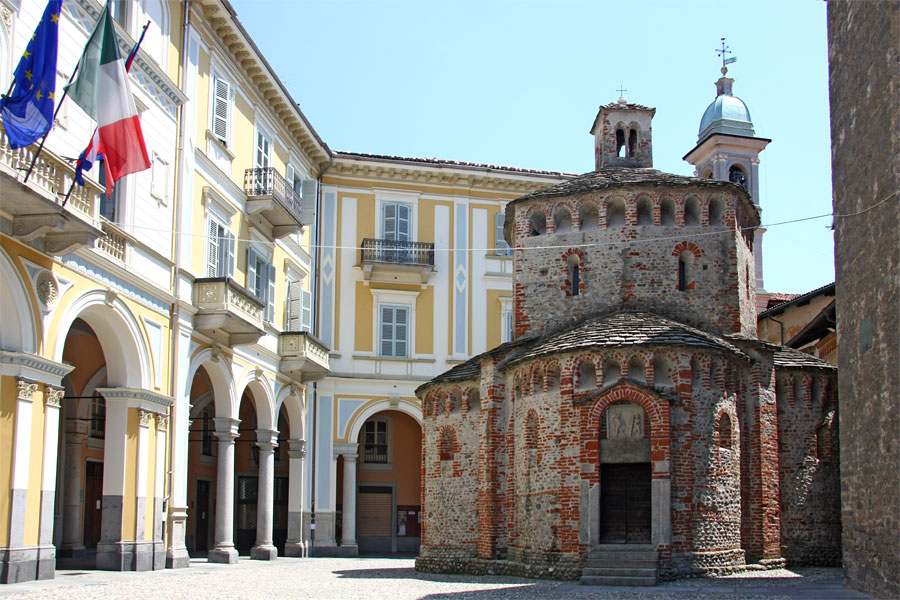
Veduta del Battistero e del Municipio

Nello spazio urbano sorge la cattedrale si trova un'ampia piazza in parte porticata, sulla quale affacciano il grande edificio del seminario ed al centro campeggia la Fontana del Mosè. Sul lato della cattedrale, al centro di una sorta di rientranza della piazza (intitolata a Monsignor Carlo Rossi) sorge il Battistero ed al suo lato sinistro il Palazzo Oropa, sede del Municipio. Nella cripta del battistero sono sepolti i vescovi della città, in una curiosa disposizione verticale dei sepolcri.

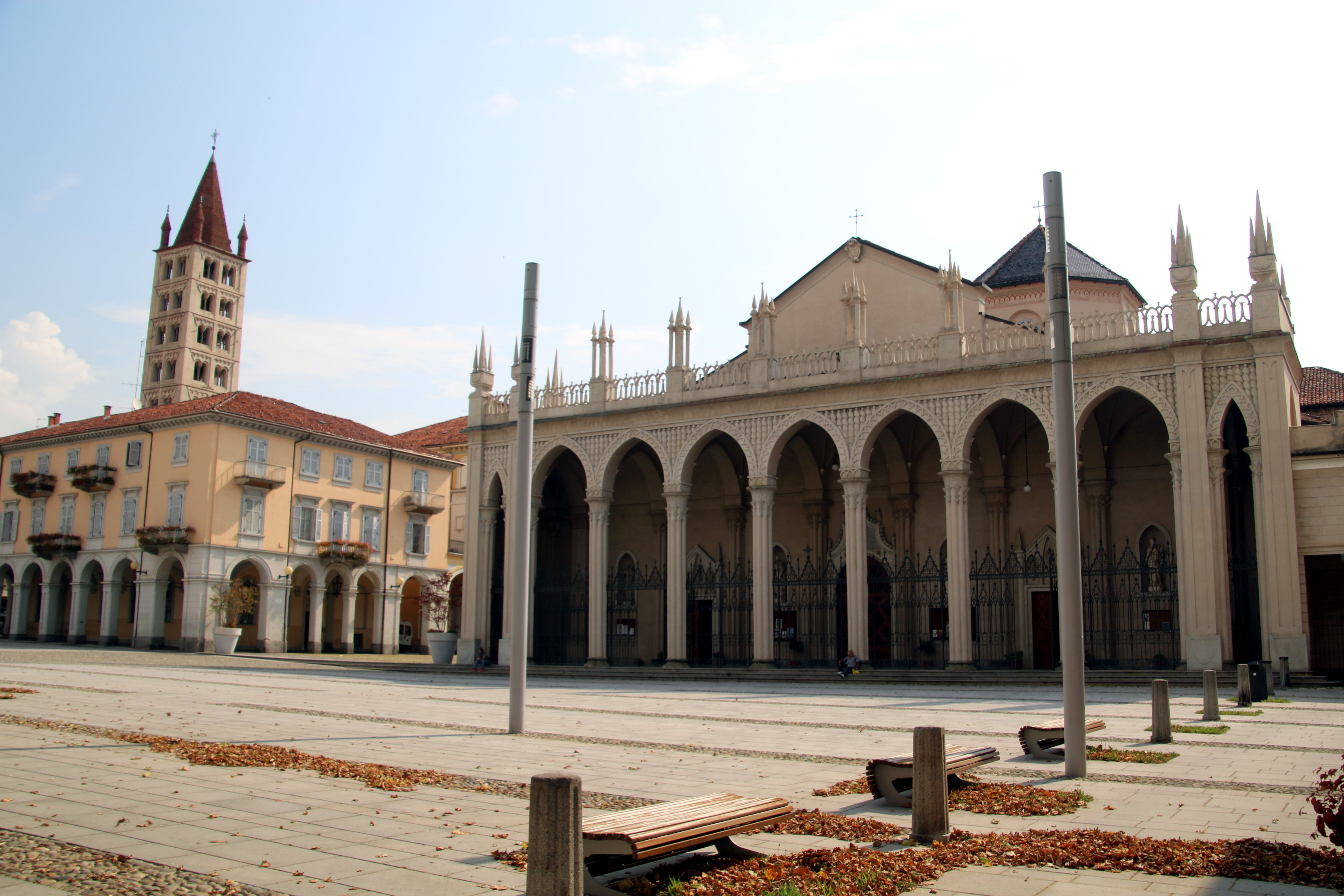
Facciata del Duomo di Biella

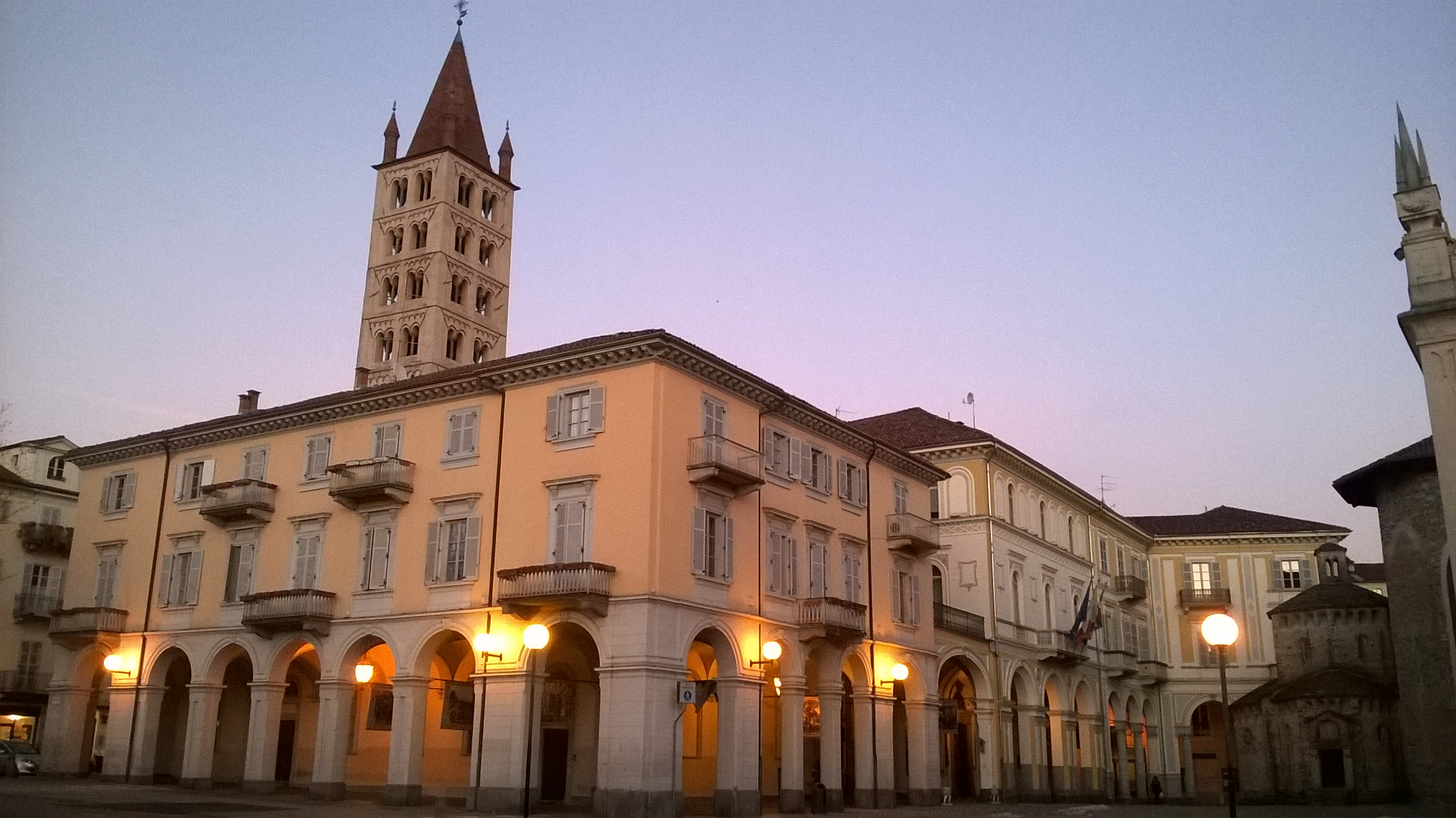
Facciata di Palazzo Oropa